# Oum Shatt
Oum Shatt ist eine deutsche Rockband aus Berlin.

## Geschichte
Laut eigener Aussage spielt die Band eine 

“radically pure and minimal form of rock'n'roll, with arabic references.”

Der Name der Band sei, so Jonas Poppe, der früher mit seinen Bands Sitcom Warriors und Kissogram aktiv war, zum einen eine Hommage an die Grand Dame der ägyptischen Musik, Oum Kalthoum, und beziehe sich zum anderen auf einen Ort in der tunesischen Wüste.
Laut.de vergleicht den Sound mit dem von Franz Ferdinand oder den Talking Heads.
Die Band spielte auf diversen deutschen Festivals, darunter auf dem Fusion Festival 2014, dem Immergut Festival 2014, dem Reeperbahn Festival 2016 und dem Watt En Schlick Festival 2017.
International spielten sie u. a. auf dem Les Transmusicales 2013 in Rennes und auf dem South by Southwest 2017 in Austin, Texas.
Jörg Wolschina spielte früher in Der Elegante Rest, Richard Murphy bei Michael Knight.
Am 26. Januar 2024 erschien nach knapp acht Jahren das zweite Studioalbum Opt Out auf dem Label Wanda Y. Dem Album gingen die Singles Play!, Madame LeSoleil Levant und Off to St. Pete voraus. Laut der Zeitschrift Musikexpress knüpft das Album an den bisherigen Stil der Band an und erhielt eine Wertung von 5 aus 6 möglichen Sternen.

## Diskografie

### Alben
- 2016: Oum Shatt (Snowhite Records)
- 2024: Opt Out (Wanda Y.)

### EPs
- 2013: Power to the Women of the Morning Shift (Oum Shatt Records)[10]

### Singles
- 2016: Gold to Straw (Snowhite Records)
- 2023: Play! (Wanda Y.)
- 2023: Madame LeSoleil Levant (Wanda Y.)
- 2024: Off to St. Pete (Wanda Y.)
- 2024: Over the World and Out (Wanda Y.)

## Belege
1. 1 2 3  laut.de Biographie. laut.de, abgerufen am 6. Januar 2018.
2. ↑  Thomas Winkler: Im Interview: Schlagzeuger Chris Imler: „Ich bin in schlimme Kreise geraten“. In: Die Tageszeitung: taz. 14. Juni 2020, ISSN 0931-9085 (taz.de [abgerufen am 16. Juni 2020]).
3. ↑  Offizielle Facebook-Seite
4. ↑  Watt En Schlick 2017: Alle Infos zum Festival am Meer. Rolling Stone, 31. Mai 2017, abgerufen am 6. Januar 2018.
5. ↑  Oum Shatt Auf Tour. Festivalhopper, abgerufen am 6. Januar 2018.
6. 1 2  Record of the week: Oum Shatt - Oum Shatt. kaput-mag.com, 6. Juni 2016, abgerufen am 6. Januar 2018.
7. ↑  Oum Shatt - "Silent Girl", live @ Transmusicales de Rennes, 06.12.2013. Sombrero & Co., 13. März 2017, abgerufen am 6. Januar 2018.
8. ↑  Oum Shatt SXSW Schedule. South by Southwest, 13. März 2017, abgerufen am 6. Januar 2018.
9. ↑  Review: Oum Shatt - OPT OUT. In: Musikexpress. 26. Januar 2024, abgerufen am 27. Januar 2024 (deutsch).
10. ↑  Marvin Müller: Orient trifft auf Okzident, Tanzdrang auf Lakonie. laut.de, abgerufen am 6. Januar 2018.